# Leonardo Fabbri
Leonardo Fabbri (* 15. April 1997 in Bagno a Ripoli) ist ein italienischer Leichtathlet, der sich auf das Kugelstoßen spezialisiert hat. Er ist aktuell Inhaber des Landesrekordes und wurde 2024 Europameister sowie 2023 Vizeweltmeister.

## Sportliche Laufbahn
Erste internationale Erfahrungen sammelte Leonardo Fabbri 2013 bei den Jugendweltmeisterschaften in Donezk, bei denen er mit einer Weite von 17,14 m in der Qualifikation ausschied. Anschließend gewann er beim Europäischen Olympischen Sportfestival in Utrecht mit 17,76 m die Bronzemedaille. Im Jahr darauf nahm er an den Olympischen Jugendspielen in Nanjing teil und erreichte dort mit 18,96 m den siebten Platz. 2015 gelangte er bei den Junioreneuropameisterschaften in Eskilstuna im Diskuswurf bis in das Finale und belegte dort mit 55,45 m den elften Platz. Im Jahr darauf schied er bei den U20-Weltmeisterschaften in Bydgoszcz mit 16,39 m und 52,09 m in der Qualifikation aus. 2017 wurde er bei den U23-Europameisterschaften ebendort mit 19,12 m Siebter im Kugelstoßen. 2018 siegte er bei den U23-Mittelmeermeisterschaften in Jesolo mit 19,40 m und wurde bei den Mittelmeerspielen in Tarragona mit 17,72 m Zwölfter, ehe er bei den Europameisterschaften in Berlin mit 18,04 m in der Qualifikation ausschied. Im Jahr darauf schied er bei den Halleneuropameisterschaften in Glasgow mit 19,71 m in der Qualifikation aus und gewann bei den U23-Europameisterschaften in Gävle mit 20,50 m die Silbermedaille. Zudem qualifizierte er sich erstmals für die Weltmeisterschaften in Doha, bei denen er mit 20,75 m aber nicht das Finale erreichte. Auch bei den Halleneuropameisterschaften im März 2021 in Toruń verpasste er mit 19,96 m den Finaleinzug. Im Juni 2021 wurde er mit 21,71 m Dritter bei der Golden Gala Pietro Mennea in Rom und startete dann bei den Olympischen Spielen in Tokio, bei denen er aber mit 20,80 m den Finaleinzug verpasste.
2022 schied er bei den Weltmeisterschaften in Eugene mit 19,73 m in der Qualifikationsrunde aus und anschließend siegte er mit 20,63 m beim Gothenburg Athletics GP. Im August belegte er bei den Europameisterschaften in München mit 20,72 m den siebten Platz. Im Jahr darauf blieb er bei den Halleneuropameisterschaften in Istanbul im Finale ohne einen gültigen Versuch. Ende April siegte er mit 21,39 m beim Botswana Golden Grand Prix und im Juni siegte er mit 21,73 m bei der Golden Gala Pietro Mennea. Im August erreichte er bei den Weltmeisterschaften in Budapest sich 20,74 m für das Finale. Dort stieß er im dritten Versuch die Kugel auf 22,34 m und verbesserte somit seine Bestleistung um 64 Zentimeter und gewann damit die Silbermedaille hinter dem US-Amerikaner Ryan Crouser.
2024 gewann er bei den Hallenweltmeisterschaften in Glasgow mit 21,96 m die Bronzemedaille hinter dem US-Amerikaner Crouser und Tomas Walsh aus Neuseeland. Im Mai verbesserte er in Savona den italienischen Landesrekord auf 22,95 m und liegt damit auf Platz vier der ewigen Bestenliste. Zudem siegte er mit 22,40 m beim Golden Spike. Im Juni triumphierte er bei den Europameisterschaften in Rom mit neuem Meisterschaftsrekord von 22,45 m. Anschließend siegte er mit 22,38 m beim Memoriał Ireny Szewińskiej sowie mit 22,43 m beim Gyulai István Memorial und mit 22,52 m beim London Athletics Meet. Er reiste damit als Weltjahresbester zu den Olympischen Sommerspielen in Paris und musste sich dort aber mit 21,70 m im Finale mit dem fünften Platz begnügen. Im September steigerte er seine Bestleistung beim Memorial Van Damme auf 22,98 m und sicherte sich damit den Gesamtsieg in der Diamond League. Im Jahr darauf verpasste er bei den Halleneuropameisterschaften in Apeldoorn mit 19,72 m den Finaleinzug und belegte kurz darauf bei den Hallenweltmeisterschaften in Nanjing mit 21,36 m den vierten Platz.
In den Jahren 2019 und 2020 sowie 2023 und 2024 wurde Fabbri italienischer Meister im Kugelstoßen im Freien sowie von 2018 bis 2021 und 2023 und 2025 auch in der Halle.